# Сибирь-Полиметаллы
АО «Сибирь-Полиметаллы» — крупнейшее предприятие Алтайского края, осуществляющее деятельность по добыче и переработке полиметаллических руд на нескольких месторождениях, расположенных в Алтайском крае. Является дочерней компанией АО «Челябинский цинковый завод» , входящая в структуру УГМК. 

## Деятельность
В 2004 г. на Рубцовском месторождении были добыты первые 500 тонн полиметаллической руды, к 2006 году было закончено строительство Рубцовского рудника на базе одноимённого месторождения полиметаллических руд. В 2006 году в компании работали 1300 человек. По состоянию на 2017 год компания «Сибирь-Полиметаллы» имела лицензии на разработку 5 месторождений полиметаллических руд на территории Алтайского края: Корбалихинского (26 млн тонн), Степного (около 5 млн тонн), Таловского (3.6 млн тонн), Рубцовского (2.5 млн тонн) и Зареченского (1.5 млн тонн) месторождений, работы на Рубцовском месторождении завершались. По состоянию на 2018 год обогащение руды из Зареченского и Степного месторождений осуществлялось на Рубцовской обогатительной фабрике. Впоследствии на Рубцовской фабрике началась переработка руды с Корбалихинского месторождения, была проведена реконструкция с целью увеличения производственных мощностей.
За 2004—2011 годы были добыты около 1 млн 800 тыс. тонн полиметаллической руды, произведено около 180 тысяч тонн медного концентрата, 130 тысяч тонн цинкового концентрата, 90 тысяч тонн свинцового концентрата, более 1 тысячи 100 килограммов золота. Также осуществляется выпуск серебряного концентрата.
По данным на конец 2015 года ОАО «Сибирь-Полиметаллы» являлась крупнейшей компанией Алтайского края по совокупным активам среди публичных компаний (ОАО) и второй среди всех акционерных обществ.
АО «Сибирь-Полиметаллы» является одной из системообразующих организаций Алтайского края и является одним из крупнейших налогоплательщиков, крупным работодателем для Рубцовска и Рубцовского района.
С 2020 года проходит масштабная реконструкция фабрики. Планируется вывод предприятия на проектные мощности  до 1,5 млн тонн руды в год, то есть производительность вырастет в 2,5 раза. Вместе с тем предприятие также намерено провести благоустройство. Будут организованы проезды для автомобилей внутри площадок, также дорогу положат к приемному бункеру и открытому складу, проведут озеленение и освещение территории. В результате рассмотрения красноярский филиал Главгосэкспертизы одобрил этот проект.

## История
В 1998 году (по другим данным — в 1999 году) с целью возрождения добычи полиметаллических руд на территории Алтайского края руководством региона было создано ОАО «Сибирь-Полиметаллы», которому в том же году были выданы лицензии на право добычи полиметаллических руд на Зареченском, Рубцовском и Корбалихинском месторождениях. В 2004 году Уральская горно-металлургическая компания (УГМК) приобрела комплекс объектов незавершённого строительства на промплощадке Рубцовского рудника, и ОАО «Сибирь-Полиметаллы» вошло в состав холдинга. В августе 2018 года ОАО «Сибирь-Полиметаллы» было преобразовано в АО «Сибирь-Полиметаллы». С 2019 года предприятие является дочерней компанией АО «Челябинский цинковый завод», входящего в структуру УГМК.